# Lerrone
Il Lerrone è un torrente della Liguria. Le sue acque, assieme a quelle dell'Arroscia e del Neva, danno origine al fiume Centa. Non va confuso con il quasi omonimo Lerone, un breve torrente che confluisce direttamente nel mar Ligure tra Cogoleto e Arenzano.

## Percorso
Nasce tra Testico e Cesio dal monte Mucchio di Pietre (770 m); con andamento da est verso ovest transita in comune di Casanova Lerrone ricevendo da destra gli apporti del rio Grande, del rio Sanguaneo e del rio Gambalonga. Lambisce poi il centro di Garlenda nei cui pressi, sempre da destra, raccoglie le acque del rio Paravenna e del rio Furioso. Transita poi poco a sud dell'Aeroporto di Albenga, nel comune di Villanova d'Albenga, e confluisce infine in destra idrografica nell'Arroscia poco prima del viadotto dell'Autostrada A10 e dell'Aurelia, a circa 20 metri di quota.

## Regime
Ha regime estremamente torrentizio con piene violente in autunno e magre fortissime in estate.
Il torrente è ad esempio esondato nel novembre del 2000.
Più indietro nel tempo possono essere ricordate la piena del 1949, quando il torrente esondò a monte dell'abitato di Villanova d'Albenga allagando abitazioni al di fuori della cinta muraria, e quella del 1971 che coinvolse la piana tra Garlenda e Villanova. D'estate invece il torrente rimane praticamente in secca anche per mesi.

## Protezione della natura

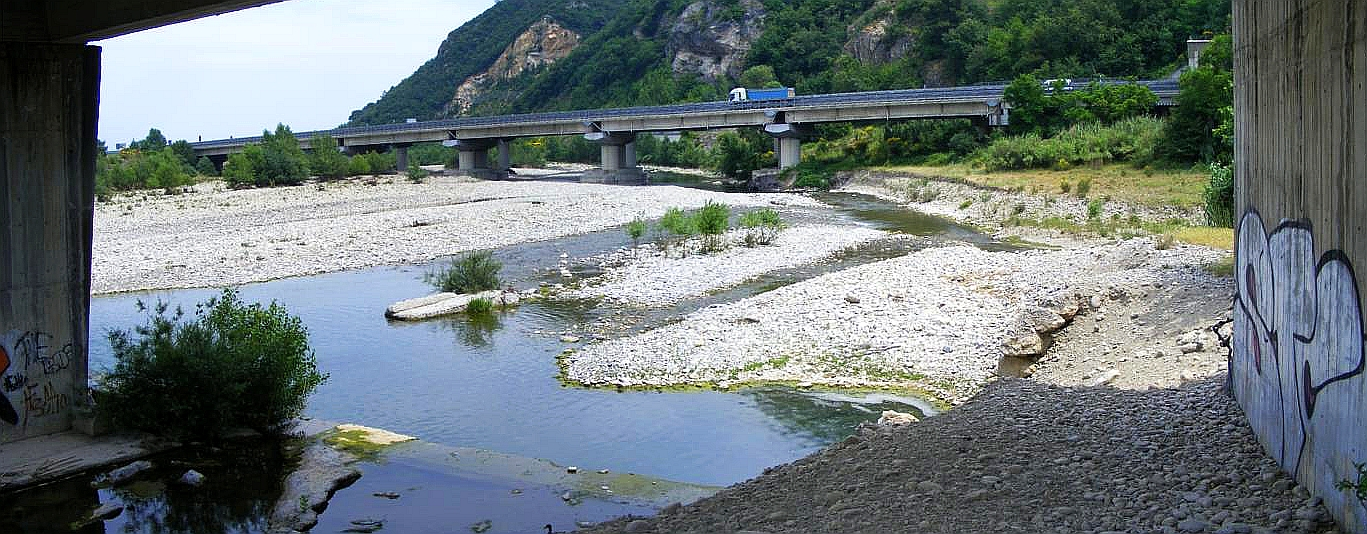
La confluenza con l'Arroscia e, sullo sfondo, l'Autostrada dei Fiori

Nei pressi di Garlenda il greto del Lerrone si allarga formando una zona umida naturalisticamente importante che è tutelata dall'istituzione del SIC (Sito di Importanza Comunitaria) denominato Lerrone (cod. IT1324896, estensione 0,12 ha). Nel sito, la cui vegetazione arborea è caratterizzata da salici e ontani, è presente una ricca avifauna e numerose specie di rettili e anfibi.